# 高栏港大桥
高欄港大橋（英語：Gaolangang bridge）位於中国廣東省粵港澳大灣區西岸，是黃茅海跨海通道的组成部分，全長約1416米，採用獨柱塔雙索面系斜拉橋設計，主跨700米，塔高254.7米，通航高度64米，設計上可滿足5萬噸級船舶通行，且具備防颱風功能。2024年10月4日，完成路面工程。2024年12月11日15時正式启用。